# Клифф-стрит (Манхэттен)
Клифф-стрит (англ. Cliff Street) — небольшая односторонняя улица в Нижнем Манхэттене.
Клифф-стрит проходит через Финансовый округ. Улица берёт начало от улицы Джон-стрит, заканчиваясь тупиком за пересечением с Фултон-стрит.
Своё название улица получила по фамилии нидерландского поселенца Дирка Ван дер Клиффа (нидерл. Dirck Van der Clyff), который владел здесь землями:26. Хотя улица была проложена ещё в начале XVIII века, официально открыта она была лишь в 1786 году:40.
В 1724 году на холме Голден-Хилл (англ. Golden Hill), располагавшемся на месте Клифф-стрит, была построена баптистская церковь:157. В 1786 году нью-йоркское Общество освобождения от рабства основало на улице африканскую бесплатную школу на 47 учеников:286. В 1833 году в зданиях 81 и 82 открылся офис и типография Harper Brothers.
Ближайшей к Клифф-стрит станцией метро является Фултон-стрит (2, 3, 4, 5, A, C, J, Z).

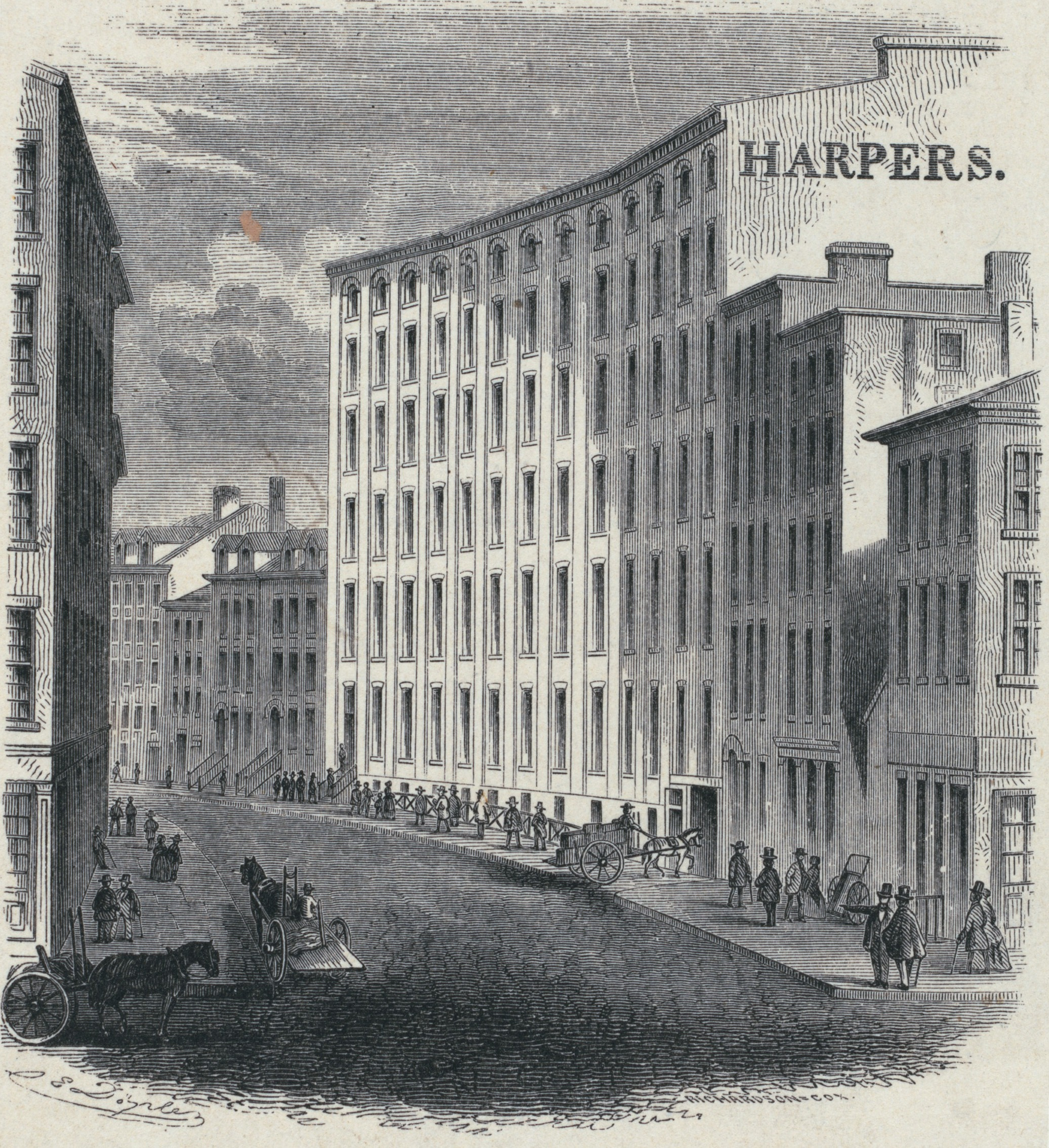
Бывшее здание издательства Harper Brothers на Клифф-стрит (иллюстрация 1880 года)